# William Taubman
William Taubman, är en amerikansk forskare med inriktning på rysk politisk historia och statsvetenskap. Han är för närvarande[när?] Bertrand Snell Professor of Political Science vid Amherst College i Massachusetts. Han är gift med Jane A. Taubman som är professor i ryska vid Amherst College.
Taubman vann 2004 års pulitzerpriset för sin 876-sidiga bok "Khrushchev. The Man and his Era" om politisk utveckling i Sovjetunionen under Nikita Chrusjtjov .